# Istituto di analisi dei sistemi ed informatica
L'Istituto di analisi dei sistemi ed informatica "Antonio Ruberti" (IASI) è un istituto del Consiglio Nazionale delle Ricerche (CNR). La sede principale dell'istituto si trova in via dei Taurini 19 a Roma, a poche centinaia di metri dalla sede centrale del CNR, mentre l'Unità di Ricerca "Fisiopatologia dello Shock" è situata presso il Dipartimento di Chirurgia del Policlinico Agostino Gemelli a Roma.
L'istituto è intitolato alla memoria del suo fondatore Antonio Ruberti, ex rettore dell'Università La Sapienza, ministro e commissario europeo.
Fondato nel 1969 con il nome di "Centro di studio dei sistemi di controllo e calcolo automatici", l'istituto è divenuto "Istituto di analisi dei sistemi ed informatica" nel 1980 e nel 2002 ha infine preso il nome attuale dopo la fusione con il "Centro di fisiopatologia dello shock", un altro organo di ricerca del CNR che operava presso il Dipartimento di Chirurgia dell'Università Cattolica del Sacro Cuore a Roma.
Dal  dicembre 2014 è direttore Giovanni Rinaldi..
Le attività di ricerca dello IASI si svolgono nei settori: Automatica, Bioinformatica, Biomatematica, Informatica, Logistica, Ottimizzazione, Valorizzazione dei Beni Archeologici e Museali, Valutazione dell'attività di Ricerca.
È la sede operativa dell'Associazione italiana di ricerca operativa (AIRO).

## Laboratori
L'istituto si compone di cinque laboratori di ricerca:
- il Laboratory for Biomathematics (BIOMATLAB)
- il Laboratory for Enterprise Knowledge and Systems (LEKS)
- il Laboratory for Studies on Research and Technology Transfer (RTT LAB)
- l'Optimization Laboratory for Data Mining (OLDAM)
- Territorial Information System for the Italian Cultural Heritage (HERILAB)